# Rafael Grossi
Rafael Mariano Grossi, född 29 januari 1961, är en argentinsk diplomat. Han har tjänstgjort som generaldirektör för Internationella atomenergiorganet (IAEA) sedan den 3 december 2019. Han var tidigare argentinsk ambassadör i Österrike, samtidigt som han var ackrediterad i Slovenien, Slovakien och internationella organisationer med säte i Wien (2013–2019).
Den 2 augusti 2019 presenterades Grossi som den argentinska kandidaten till att bli generaldirektör för IAEA. Den 28 oktober 2019 höll IAEAs styrelse, bestående av 35 medlemmar, sin första omröstning för att välja den nya generaldirektören, men ingen av kandidaterna säkrade den tvåtredjedelsmajoritet som krävdes. Nästa dag, den 29 oktober, hölls den andra omröstningsomgången, och Grossi vann 24 av de 23 röster som krävdes för utnämningen till generaldirektör och blev den första latinamerikanen att leda organisationen.